# KDOC-TV
KDOC-TV é uma emissora de televisão americana com sede em Los Angeles, Califórnia. Opera nos canais 56 UHF analógico e 32 UHF digital.